# أرضية زجاجية

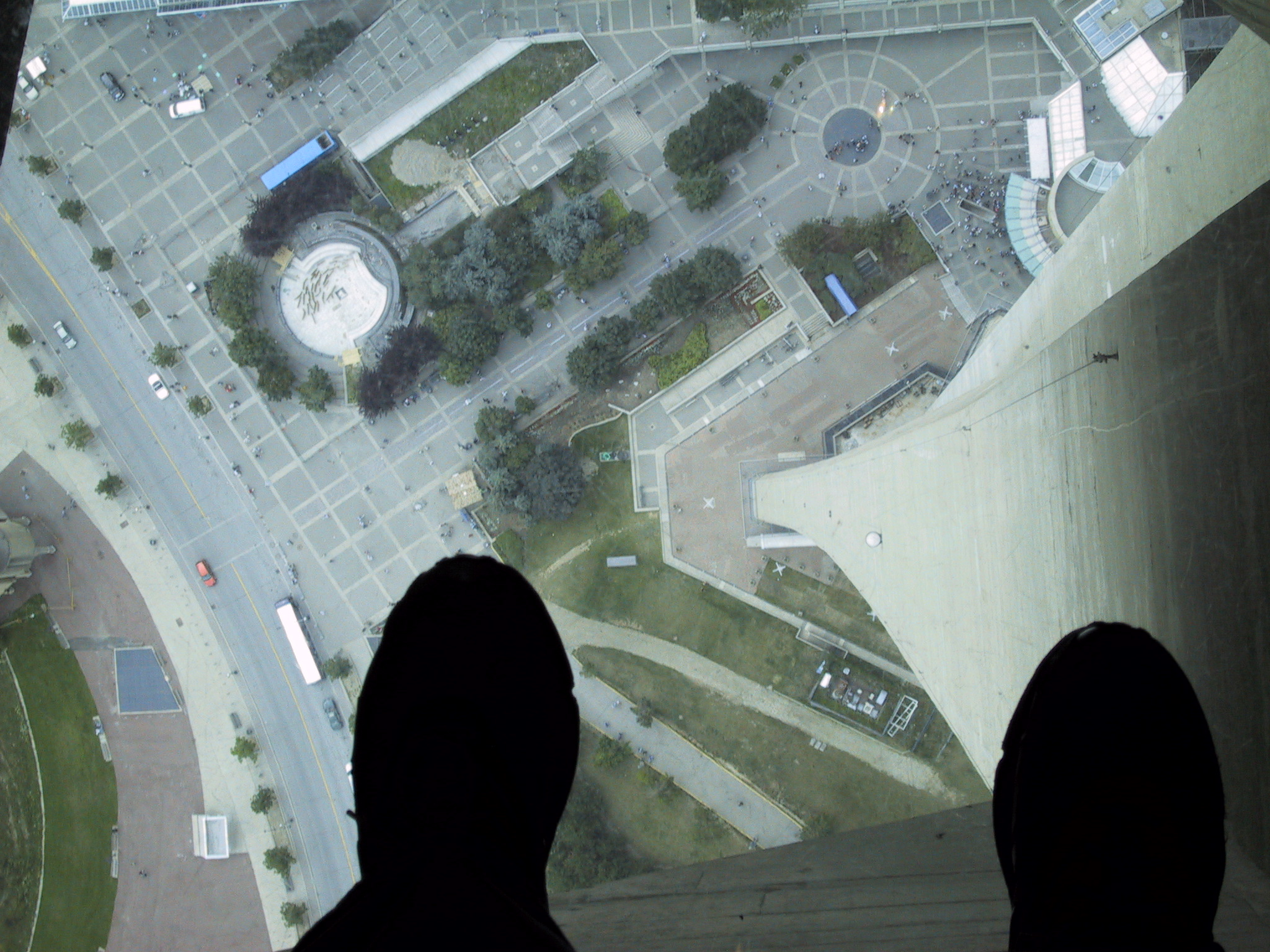

تُصنع الأرضيات الزجاجية من الزجاج الشفاف الذي يسمح بالرؤية بوضوح عند الحاجة إلى مشاهدة شيء ما من الأعلى أو الأسفل؛ في حين يُستخدم الزجاج الشفوف (نصف الشفاف) عند عدم الحاجة إلى الرؤية من خلاله. في كلتا الحالتين، يقع الاختيار عادةً على الزجاج المقسّى، الذي يمتاز بديمومته وصلابته ضد الكسر.

## تزجيج الأرضيات
يُستخدم الزجاج الشفوف أحيانًا في الأرصفة خارج الأبنية، أو في الأرضيات المضاءة جيّدًا داخل الأبنية، لإدخال الضوء الطبيعي إلى المساحات أسفلها. تُسمى بشكل عام الأضواء الرصيفية.
تُستخدم هذه الأرضيات الزجاجية عادة في المباني السكنية التجارية. يُستخدم طوب زجاجي مجوّف خاص ومتلازمة توضع على هيكل معدني وتُعرف بِأرضيات الزجاج.
وغالبا يتم استخدام أرضيات الزجاج لِإتاحة الرؤية من خلالها فلذلك يتم تزويدها بإضاءات جيدة سواءً كانت صناعية أو طبيعية من أعلى الأرضيات أو أسفلها.
لاقت أرضيات الزجاج انتشاراً واسعاً حيث أنَّ المصانع الألمانية التي تختص بإنتاج الأرضيات الزجاجية لملاعب التنس، قامت بتطوير إنتاجها ليشمل ملاعب الرِّياضات الأخرى. حيث الزجاج المستخدم في هذه الملاعب يكون شفاف إلى حد ما، والخطوط المهمة على أرضيات هذه الألعاب الرياضيَّة يتم إبرازها باستخدام مصابيح خِصِّيصَة.
في بعض الأحيان، يستخدم الزجاج الشفاف في أرضيات المتاحف كما في متحف سِدني في جنوب مدينة ولز في أستراليا (باللغة الإنجليزية: In Sydney, New South Wales, Australia ).
حيث تظهر فيه أنابيب تصريف المياه في شكلها الاعتيادي بجانب القطع الأثريَّة الفنيَّة.

## المواقع السياحية
تبني الحكومات المناطق السياحية عادةً من الزجاج المقسّى والمصفح لتشكيل هيكل يمتاز بالصلابة والقوة، فاستخدام الأرضيات الشفافة شائعُ في المناطق السياحية لجذب انتباه السياح. بحيث أن القوارب زجاجية القاع تحظى بشعبية واسعة بسبب سماحها لرؤية أفضل داخل الماء.
على علوِّ 4000 قدم، (1219متر ( فوق سطح الأرض يوجد أعلى أرضية زجاجية مبتكرة وخارجة عن المألوف، تم تطبيقها من قبل جراند كانيون سكاي ووك( باللغة الإنجليزية: Grand Canyon Skywalk )و يديرها أفراد قبيلة هوالاباي الهندية (باللغة الإنجليزية: Hualapai Indian). في حين أن برج لوت وورلد (Lotte World Tower )في مدينة سيول(( Seoul، في كوريا الجنوبية (South Korea) هو أعلى منشأ قائم بذاته من الزجاج على ارتفاع 1568قدم، (478متر) فوق مستوى سطح الأرض.
في أيار (مايو) 2014، في قمة برج ويلز في شيكاغو Willis Tower in Chicago)) الذي سرعان ما أصبح نقطة جذب سياحية، وعلى ارتفاع يزيد عن 1500قدم (450متر) فوق مستوى سطح الشارع، بالتحديد في الغرف الزجاجية العلوية ذات الحواف الزجاجية البارزة عند قمة البرج، تحطمت الطبقة العلوية من الارضية الزجاجية (وهي طبقة واقية من طلاء الزجاج ) تلقائياً. وقال متحدثون باسم المهندس المعماري وإدارة البرج سكيدمور، أوينجز وميريل (Skidmore, Owings & Merrill): «بأن الزجاج المتحطم كان طبقة واقية من طلاء الزجاج، والذي يمكن أن يتصدع الطلاء، لأنه مصمم من أجل حماية سطح الزجاج، وأنه يوجد تحت هذه الطبقة لوحين آخرين من الزجاج قويان كفايةً لمنع أي شخص من السقوط».
تمتاز بعض القباب السماوية(باللغة الإنجليزية: (planetariumsالجديدة الآن وهي : (قبة فلكية اصطناعية، نموذج يمثل النظام الشمسي) ، بأن لها أرضية زجاجية تتيح للمشاهدين الوقوف بالقرب من مركز الكرةِ المحاطة بالصور المسقطة في جميع الاتجاهات، على سبيل المثال، تمتاز القبة السماوية الصغيرة في آها AHHAA) )في تارتو، إستونيا (Tartu, Estonia) بميزات عدة مثل التثبيت، بالإضافة لأجهزة عرض خاصة للصور تعرض تحت أقدام المشاهدين، وكذلك فوق رؤوسهم.

## استخدامها في الدراسات
استخدمت الدراسات العلمية التي تُعنى بدراسة الأشياء المتحركة أرضيات زجاجية لتمكين الناظر من الرؤية والرصد من جميع الزوايا.
وأيضاً استَخدم الفنَّانون الزجاج لإبراز لوحاتهم لعين الرَّائي، حيث قام الرَّسام السِّرياني سلفادور دالي (باللغة الإنجليزية: Salvador Dalí ) باستخدام الزجاج والأرضيات الزجاجية لإظهار الجوانب الدراميَّة في أعماله الفنيَّة.